# Rei Higuchi
Rei Higuchi (japanisch 樋口 黎, Higuchi Rei; * 28. Januar 1996 in der Präfektur Osaka) ist ein japanischer Ringer. Er gewann bei den Olympischen Spielen 2016 in Rio de Janeiro die Silbermedaille und 2024 in Paris die Goldmedaille im freien Stil in der Gewichtsklasse bis 57 kg Körpergewicht.

## Werdegang
Rei Higuchi begann als Jugendlicher 2003 mit dem Ringen. Er ist Student an der Japanischen Sporthochschule in Tokio, für deren Sportclub er auch startet. Er ist 1,63 Meter groß und startet bei einem „Normalgewicht“ von ca. 63 kg in den Gewichtsklassen bis 57 kg oder 61 kg Körpergewicht. Seine Trainer sind bzw. waren Takahiro Wada, Kenichi Yumoto und Kazuhito Sakae, alle selbst ehemalige erfolgreiche Ringer.
Die internationalen Erfolge von Rei Higuchi beschränken sich auf den Asienmeister-Titel der Junioren (Cadets) 2012 in der Gewichtsklasse bis 54 kg. 2013 kam er bei der Junioren-Weltmeisterschaft (Cadets) in Zrenjanin in der Gewichtsklasse bis 58 kg auf den 8. Platz und bei der Junioren-Weltmeisterschaft (Juniors) 2015 in Salvador da Bahia schied er in der Gewichtsklasse bis 60 kg schon nach einer Niederlage in der 1. Runde aus und belegte nur den 21. Platz.
2015 wurde Rei Higuchi aber erstmals japanischer Meister in der Gewichtsklasse bis 57 kg. Danach machte er einen gewaltigen Leistungssprung, der sich beim Olympia-Qualifikations-Turnier 2016 in Astana zeigte. Er siegte dort in der Gewichtsklasse bis 57 kg vor dem Südkoreaner Yun Jun-sik und erkämpfte sich damit das Startrecht bei den Olympischen Spielen in Rio de Janeiro. In Rio war er in hervorragender Form und besiegte den Weltmeister von 2014 und Mitfavoriten Yang Kyong-Il aus Nordkorea, Asadulla Lachinau aus Belarus, Yowlys Bonne Rodriguez, Kuba und den Weltmeister von 2013 und amtierenden Vize-Weltmeister Hassan Rahimi Sabzali aus dem Iran. Im Finale gegen den Georgier Wladimer Chintschegaschwili führte Rei Higuchi bis wenige Sekunden vor Schluss mit 3:2 Punkten, gab aber dann noch zwei technische Punkte ab und verlor deshalb diesen Finalkampf etwas unglücklich mit 3:4 Punkten. Er gewann somit die Silbermedaille.
Im Dezember 2016 wurde Rei Higuchi japanischer Meister in der Gewichtsklasse bis 61 kg und startete auch bei den Asien-Meisterschaften im Mai 2017 in New Delhi in dieser Gewichtsklasse. In New Delhi gewann er hinter Behnam Ehsanpoor aus dem Iran und Kim Han-song aus Südkorea eine Bronzemedaille.
Ob er künftig immer in der Gewichtsklasse bis 61 kg starten wird, hängt wohl davon ab, ob er das Abtrainieren in die Gewichtsklasse bis 57 kg ohne zu großen Substanzverlust schafft. Ab 2018 startete Rei Higuchi dann sogar in der Gewichtsklasse bis 65 kg Körpergewicht. Im Juni dieses Jahres belegte er beim sog. Meiji-Cup in Tokio, dem Qualifikationsturnier für die Weltmeisterschaften hinter Takuto Otoguro den 2. Platz. Deshalb kam er bei der Weltmeisterschaft 2018 in Budapest nicht zum Einsatz. Er startete aber bei der U 23-Weltmeisterschaft in Bukarest in der gleichen Gewichtsklasse und gewann dort mit fünf Siegen über durchwegs schwere Gegner den Titel.
Beim Meiji-Cup 2019 in Tokio besiegte Rei Higuchi den amtierenden Weltmeister Takuto Otoguro, den er in der Gewichtsklasse bis 65 kg nach 5:47 Minuten mit 15:5 Punkten von der Matte fegte. Da Takuto Otoguro vom japanischen Ringerverband zugebilligt wurde, bei diesem Kampf wegen einer Verletzung nicht im Vollbesitz seiner Kräfte gewesen zu sein, musste Rei Higuchi auf Anordnung des Verbandes einen Monat später in Wako City noch einmal gegen Takuto Otoguro ringen. Diesen Kampf gewann Otoguro, der dann auch bei der Weltmeisterschaft 2019 in Nur-Sultan eingesetzt wurde.
Im Dezember 2019 wurde Rei Higuchi wieder japanischer Meister in der Gewichtsklasse bis 57 kg, in die er abtrainiert hatte.
In der Saison 2019/20 startete er in der Deutschen Ringerliga (DRL)für den KAV Eisleben, wo er all seine Kämpfe gewann.
Bei den Olympischen Spielen 2024 in Paris gewann er die Goldmedaille.

## Internationale Erfolge
| Jahr | Platz  | Wettbewerb                                            | Gewichtsklasse | Ergebnisse |
| 2012 | 1.     | Asiatische Juniorenmeisterschaft (Cadets) in Bischkek | bis 54 kg      | vor Baurschan Torebek, Kasachstan |
| 2013 | 8.     | Junioren-WM (Cadets) in Zrenjanin                     | bis 58 kg      | Sieger: Selim Kozan, Türkei, vor Ramas Zoidze, Georgien |
| 2015 | 3.     | Präsidenten-Cup von Burjatien in Ulan-Ude             | bis 57 kg      | hinter Tsogtbataar Damdinbazar, Mongolei und Fumikata Morishita, Japan |
| 2015 | 3.     | Mongolian-Open in Ulaanbaatar                         | bis 57 kg      | hinter Bechbayar Erdenebat, Mongolei und Fumikate Morishita |
| 2015 | 21.    | Junioren-WM (Juniors) in Salvador da Bahia            | bis 60 kg      | Sieger: Iman Sadeghikoukandeh, Iran vor Ibrahim Abdelhamid, Ägypten |
| 2016 | 1.     | Olympia-Qualif.-Turnier in Astana                     | bis 57 kg      | vor Yun Jun-sik, Südkorea und Rahul Balasaheb Aware, Indien |
| 2016 | 1.     | Macedonian Pearl in Skopje                            | bis 61 kg      | vor Jasin Redjalari, Macedonia und Iwan Molnar, Slowakei |
| 2016 | 1.     | "Wacław-Ziółkowski"-Memorial in Spała                 | bis 57 kg      | vor Wladimir Dubow, Bulgarien und Ismail Musukajew, Russland |
| 2016 | Silber | Olymp. Spiele in Rio de Janeiro                       | bis 57 kg      | nach Siegen über Yang Kyong-il, Nordkorea, Asadulla Lachinau, Belarus, Yowlys Bonne Rodriguez, Kuba und Hassan Rahimi Sabzali, Iran und einer Niederlage gegen Wladimer Chintschegaschwili, Georgien |
| 2017 | 3.     | "Iwan-Yarigen"-Golden-Grand-Prix Krasnojarsk          | bis 61 kg      | hinter Achmed Tschakajew und Gadschimurad Raschidow, beide Russland |
| 2017 | 3.     | Asienmeisterschaft in New Delhi                       | bis 61 kg      | hinter Behnam Ehsanpoor, Iran und Kim Han-song, Südkorea |
| 2018 | 7.     | "Dimitri-Korkin"-Turnier in Jakutsk                   | bis 65 kg      | Sieger: Wiktor Rassadin, Russland vor Tulga Tumur-Ochir, Mongolei |
| 2018 | 1.     | U 23-WM in Bukarest                                   | bis 65 kg      | nach Siegen über Tulga Tumur-Ochir, Surjeet Singh, Indien, Islam Dudajew, Russland, Morteza Hassanali Ghiasi Cheka, Iran und Ali Rahmizadeh, Aserbaidschan                                           |
| 2024 | Gold   | Olymp. Spiele in Paris                                | bis 57 kg      | |

## Japanische Meisterschaften
| Jahr | Platz | Gewichtsklasse | Ergebnisse                                                              |
| 2015 | 1.    | bis 57 kg      | vor Yosuke Kawano                                                       |
| 2016 | 1.    | bis 61 kg      | vor Shoya Shimae                                                        |
| 2018 | 5.    | bis 65 kg      | hinter Takuto Otoguro, Daichi Takatani, Rinya Nakamura und Koki Shimizu |
| 2019 | 1.    | bis 57 kg      | vor Yūki Takahashi, Kotaro Kiyooto und Yudai Fujita                     |

Erläuterungen
- alle Wettkämpfe im freien Stil
- OS = Olympische Spiele, WM = Weltmeisterschaften